# Каменка (Горское сельское поселение)
Каменка — деревня в Солецком районе Новгородской области.

## География
Находится в западной части Новгородской области на расстоянии приблизительно 16 км на юго-запад по прямой от районного центра города Сольцы.

## История
Деревня отмечалась еще на карте 1840 года. В 1877 году здесь (деревня Порховского уезда Псковской губернии) было учтено 29 дворов. До 2020 года входила в состав Горского сельского поселения до его упразднения.

## Население
Численность населения: 165 человека (1877 год), 47 (русские 96 %) в 2002 году, 35 в 2010.